# Lista över ledamöter av Sveriges ståndsriksdag i Stockholm 1660
Ledamöter av Sveriges ståndsriksdag i Stockholm 1660.

## Borgarståndet
| Riksdagsledamot        | Yrke                         | Valkrets           | Anmärkningar |
| ---------------------- | ---------------------------- | ------------------ | ------------ |
| Johan Prytz            | Borgmästare                  | Stockholms stad    |              |
| Anders Boij            | Rådman                       | Stockholms stad    |              |
| David Wolker           | Borgare                      | Stockholms stad    |              |
| Jakob Abrahamsson      | Borgmästare                  | Uppsala stad       |              |
| Olof Pärsson           | Rådman                       | Uppsala stad       |              |
| Erik Pålsson           | Borgare och stadssekreterare | Norrköpings stad   |              |
| Hans Spalding          | Borgmästare och president    | Göteborgs stad     |              |
| Laurentius Lundenius   | Borgare och stadssekreterare | Göteborgs stad     |              |
| Erik Nentzelius        | Borgare och stadssekreterare | Kalmar stad        |              |
| Niclas Litzen          | Borgmästare                  | Åbo stad           |              |
| Hans Plaghman          | Rådman                       | Åbo stad           |              |
| Hindrich Menschewer    | Borgmästare                  | Viborgs stad       |              |
| Peter Byring           | Borgmästare                  | Nyköpings stad     |              |
| Casten Mobach          | Borgare                      | Nyköpings stad     |              |
| Laurentius Lindebom    | Borgmästare                  | Västerviks stad    |              |
| Sigfrid Wolker         | Borgmästare                  | Gävle stad         |              |
| Olof Larsson           | Rådman och borgare           | Gävle stad         |              |
| Carl Pedersson Sundman | Borgmästare                  | Visby stad         |              |
| Bengt Hansson          | Borgmästare                  | Falu stad          |              |
| Per Hansson i Frändby  | Rådman                       | Falu stad          |              |
|                        |                              | Helmstad           |              |
| Adolph Wellamsson      | Borgmästare                  | Västerås stad      |              |
| Jacob Hindersson       | Borgare                      | Västerås stad      |              |
| Abraham Hult           | Borgmästare                  | Arboga stad        |              |
| Thomas Klärk           | Borgmästare                  | Örebro stad        |              |
| Engelbrecht Reben      | Borgare och stadssekreterare | Örebro stad        |              |
| Olof Jonsson           | Borgmästare                  | Jönköpings stad    |              |
| Måns Knutsson          | Borgmästare                  | Köpings stad       |              |
| Hans Johansson         | Rådman                       | Helsingfors stad   |              |
| Lars Olofsson Mörtziö  | Rådman                       | Hudiksvalls stad   |              |
| Jacobus Wilstadius     | Borgmästare                  | Vasa stad          |              |
| Nils Andersson         | Borgare                      | Lidköpings stad    |              |
| Johan Conradsson Zoll  | Rådman                       | Mariestads stad    |              |
| Salomon Pärsson        | Borgmästare                  | Karlstads stad     |              |
| Johan Ulf              | Borgmästare                  | Linköpings stad    |              |
| Hans Pärsson           | Rådman                       | Strängnäs stad     |              |
| Östen Hansson          | Rådman                       | Härnösands stad    |              |
| Daniel Kröger          | Borgmästare                  | Uleåborgs stad     |              |
| Nils Jonsson           | Borgmästare                  | Torshälla stad     |              |
| Johan Svensson         | Borgmästare                  | Borås stad         |              |
| Hans Bäffritz          | Borgmästare                  | Vänersborgs stad   |              |
| Bengt Jonsson          | Borgmästare                  | Enköpings stad     |              |
| Pär Hansson Senius     | Borgmästare                  | Sala stad          |              |
| Anders Eriksson        | Borgmästare                  | Sigtuna stad       |              |
| Johannes de Besche     | Borgare                      | Öregrunds stad     |              |
| Pär Nilsson Ringhman   | Borgmästare                  | Norrtälje stad     |              |
| Anders Eriksson        | Rådman                       | Hedemora stad      |              |
| Anders Stensson        | Borgmästare                  | Lindesbergs stad   |              |
| Knut Larsson           | Rådman                       | Nora stad          |              |
| Erik Eriksson          | Rådman                       | Askersunds stad    |              |
| Pär Brynielsson        | Rådman                       | Skara stad         |              |
|                        |                              | Växjö stad         |              |
| Lars Svensson          | Rådman                       | Bogesunds stad     |              |
| Erasmus Rizander       | Borgmästare                  | Söderköpings stad  |              |
| Gabriel Hacke          | Borgmästare                  | Skänninge stad     |              |
| Lars Jonsson           | Rådman                       | Södertälje stad    |              |
| Rolf Olofsson          | Rådman                       | Eksjö stad         |              |
| Lars Persson Not.      | Rådman                       | Vadstena stad      |              |
| Lars Jonsson           | Borgare                      | Hjo stad           |              |
| Jacob Jonsson          | Borgare                      | Skövde stad        |              |
| Eskil Grelsson         | Rådman                       | Björneborgs stad   |              |
| Joseph Jacobsson       | Borgmästare                  | Raumo stad         |              |
| Anders Torvastsson     | Borgmästare                  | Torneå stad        |              |
| Anders Bånge           | Borgmästare                  | Kristinehamns stad |              |
| Jacob Göransson        | Rådman                       | Sundsvalls stad    |              |
| Hans Behm              | Borgmästare                  | Söderhamns stad    |              |
| Daniel Möller          | Borgmästare                  | Borgå stad         |              |
| Nils Ferlingh          | Rådman                       | Nya Karleby stad   |              |
| Daniel Svart           | Borgmästare                  | Gamla Karleby stad |              |
| Petter Berghman        | Borgare                      | Umeå stad          |              |
| Anders Andersson       | Rådman                       | Piteå stad         |              |
| Nils Jacobsson         | Borgmästare                  | Luleå stad         |              |
| Caspar Eijkman         | Borgmästare                  | Nystads stad       |              |
|                        |                              | Ekenäs             |              |
| Johan Danielsson       | Borgmästare                  | Filipstads stad    |              |
| Jacob Jonsson          | Rådman                       | Falköpings stad    |              |
| Måns Bengtsson         | Rådman                       | Alingsås stad      |              |
| Lars Jonsson           | Rådman                       | Vimmerby stad      |              |
| Nils Jonsson           | Borgmästare                  | Trosa stad         |              |
| Hans Pärsson           | Borgmästare                  | Östhammars stad    |              |
| Olof Andersson         | Rådman                       | Åmåls stad         |              |
| Sune Olofsson          | Borgare                      | Säters stad        |              |
|                        |                              | Mariefreds stad    |              |
| Hans Stahlboom         | Borgmästare                  | Kristianstads stad |              |
| Hans Olofsson          | Rådman                       | Nådendal           |              |
| Påvel Körger           | Rådman                       | Jakobstads stad    |              |
| Pär Larsson            | Borgare                      | Veckelaxs stad     |              |
| Jochum Länter          | Borgmästare                  | Villmanstrand      |              |
| Christian Nilsson      | Rådman                       | Marstrand          |              |
| Tormo Nilsson          | Borgare                      | Marstrand          |              |